# Gee Hye Lee

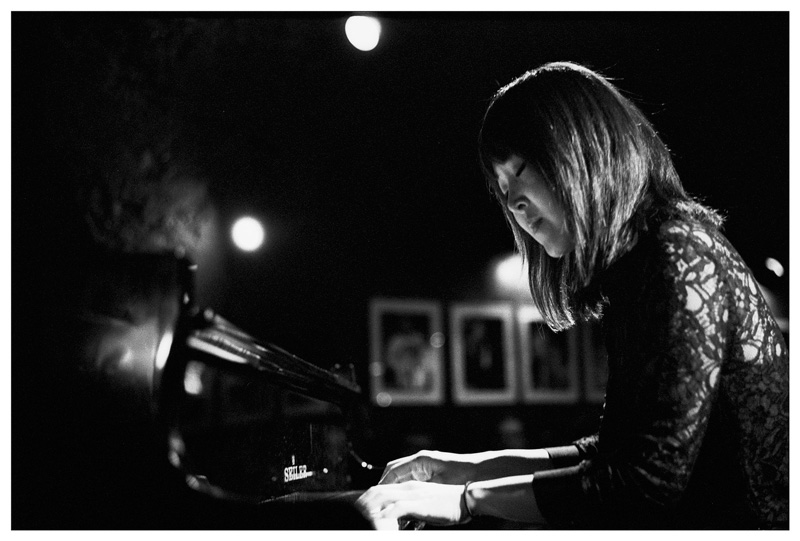
Gee Hye Lee, Jazzkeller, Frankfurt am Main, Dezember 2013

Gee Hye Lee (* 2. August 1977 in Seoul) ist eine aus Südkorea stammende, in Baden-Württemberg lebende Jazzpianistin.

## Leben und Wirken
Gee Hye Lee begann im Alter von drei Jahren mit dem Klavierunterricht. Bereits früh erhielt sie mehrere Auszeichnungen als klassische Pianistin, bevor sie mit 16 Jahren vom klassischen Fach zum Jazz wechselte. 1996 zog sie nach Stuttgart, wo sie an der Staatlichen Hochschule für Musik und Darstellende Kunst bei Paul Schwarz bis zum Diplom studierte; mit einem Stipendium setzte sie am Berklee College of Music in Boston von 2004 bis 2005 ihre Ausbildung fort. Nach ihrer Rückkehr nach Stuttgart erhielt sie ein Stipendium der Kunststiftung Baden-Württemberg. Sie arbeitete in mehreren Jazz-, Hip-Hop- und Soul-Formationen, u. a. mit Auftritten bei den Jazztagen im Theaterhaus Stuttgart, International Jarasum Jazz Festival (Südkorea) und dem Festival Jazz Open.
2009 legte Gee Hye Lee ihr Debütalbum Midnight Walk (Universal Music Korea) vor. Sie arbeitet in ihrem Trio mit Jens Loh (Kontrabass) und Sebastian Merk (Schlagzeug), ferner mit Hellmut Hattler (Gotham City Beach Club Suite, 2010) und mit Charly Antolini (Charly Antolini meets the Jazzladies). Gee Hye Lee konzertiert regelmäßig montags im Stuttgarter Jazzclub Kiste. Auf ihrem zweiten Album Geenius Monday (HGBS, 2010) ist sie mit zahlreichen Musikern aus der Stuttgarter Szene (etwa Herbert Joos, Andi Maile, Jochen Feucht oder Fola Dada) zu hören. 2015 folgte ihr Album Password: I Love Jazz, 2021 (mit Joel Locher und Mareike Wiening) What Matters Most. Weiter gehört sie zum Quartett von Frank Kuruc und zur Band von Barbara Bürkle. Gee Hye Lee erhielt 2012 den Jazzpreis Baden-Württemberg für ihr Spiel, das „technisch brillant und von höchstem musikalischen Ausdruck geprägt“ ist.